# Pedaliodes ereiba
Pedaliodes ereiba är en fjärilsart som beskrevs av Felder 1867. Pedaliodes ereiba ingår i släktet Pedaliodes och familjen praktfjärilar. Inga underarter finns listade i Catalogue of Life.

## Bildgalleri

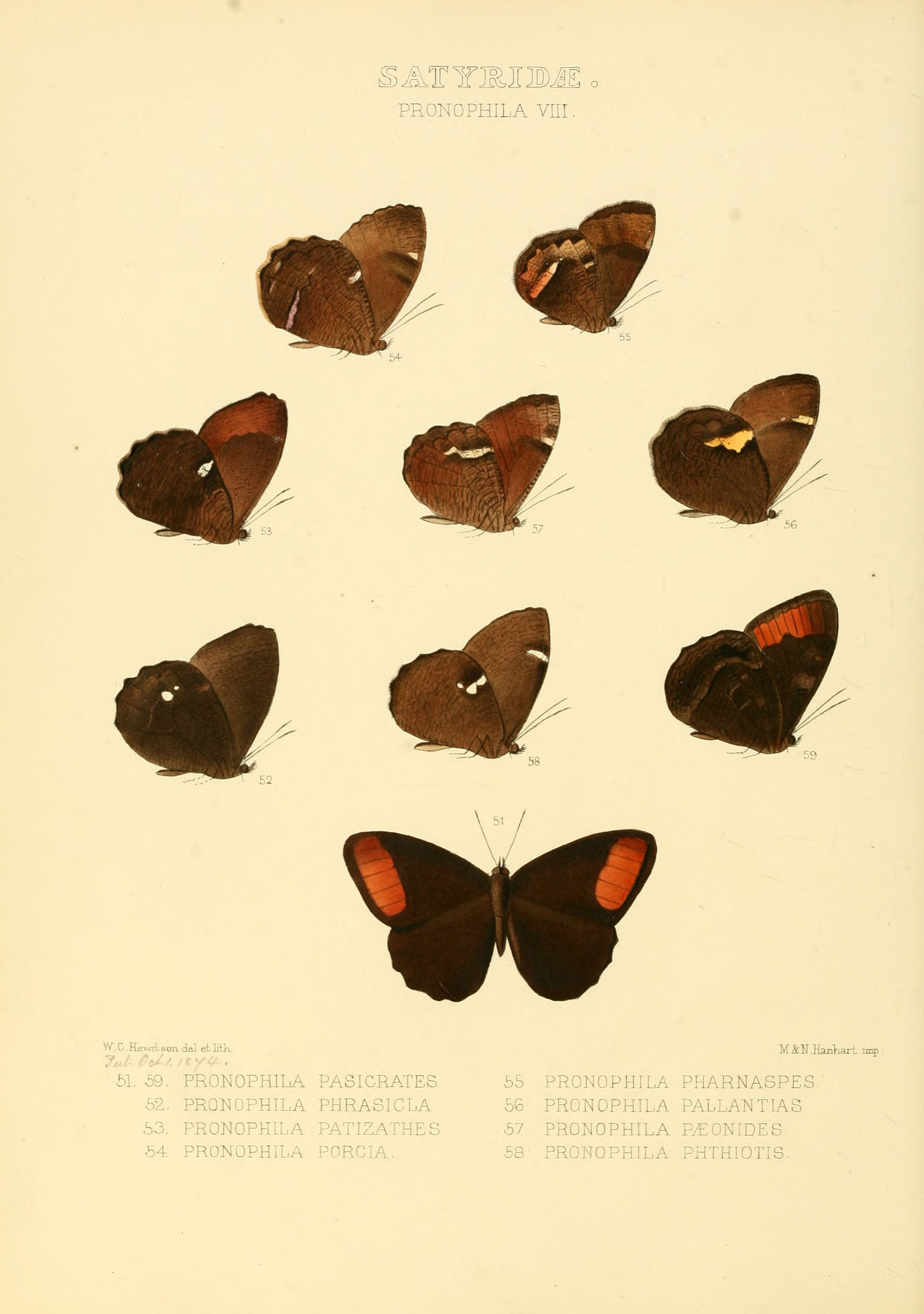